# Palkinsky (huyện)
Huyện Palkinsky (tiếng Nga: ? райо́н) là một huyện hành chính tự quản (raion), của Tỉnh Pskov, Nga. Huyện có diện tích 1184 kilômét vuông, dân số thời điểm ngày 1 tháng 1 năm 2000 là 11800 người. Trung tâm của huyện đóng ở Palkino.